# Wilhelm Kempe
Wilhelm Heinrich Kempe, född 21 december 1807 i Stralsund, död 8 maj 1883 i Tyska församlingen, Stockholm, var grosshandlare och träpatron.

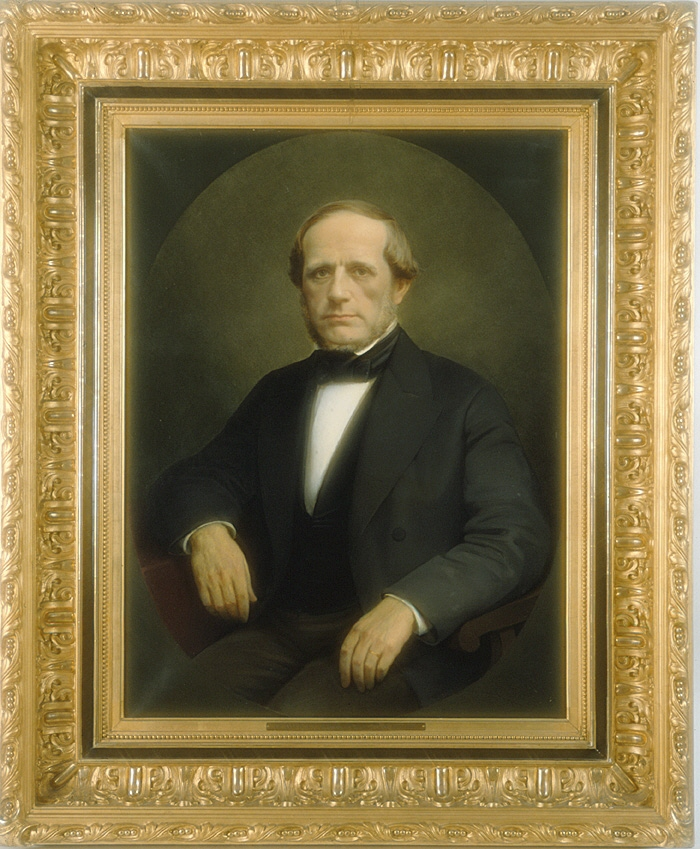
Wilhelm Kempe 1885. Porträtt av Julius Siegmund, finns på Hallwylska museet.

Berlock med fotografiporträtt av Wilhelm Kempe.

Wilhelm Kempe föddes i det då svenska Stralsund som son till skeppsredaren Carl Bernhard Kempe och Anna Maria Wallis, samt som yngre bror till Johan Carl Kempe. Han genomgick gymnasiet i Stralsund, men politiska oroligheter gjorde att han 1823 flyttade till sin morbror Albrecht Wallis, som var redare och ägare av Tanto sockerbruk i Stockholm och av Dybäcks säteri i Skåne. Av morbrodern fick han utbildning till köpman, varefter han fortsatte studierna hos brodern som startat en firma i Härnösand. 
År 1832 vann Kempe burskap som grosshandlare i Stockholm, och startade året därefter grosshandelsfirman Tydén & Kempe med Ludvig Tydén. Från 1843 ägde Kempe företaget ensam då han köpte upp kompanjonens andelar med medel han fick av sin hustru, kusinen Johanna Wallis, vars mor även hon tillhörde släkten Wallis. Vid sidan av det företaget importerade han varor från Ostindien och Sydamerika, som han sålde vidare till hela Sverige. 
1848 blev han delägare i Voxna bruk varefter han köpte upp fler andelar, samt anlade sågar, masugn, gjuteri och mekanisk verkstad. Kempe gick i konkurs vid den ekonomiska krisen 1857, men kunde med sin brors hjälp fortsätta verksamheten i Voxna, samt köpte därtill upp Dalfors bruk och Furudal bruk i Kopparbergs län. Dessa verksamheter ombildade han 1881 i Ljusne-Woxna AB, en verksamhet som sedan övertogs av svärsonen Walther von Hallwyl.
År 1876 köpte Kempe upp Ramlösa brunn och moderniserade brunnsorten. Efter en brand 1879 förstördes en stor del av byggnaderna, och Kempe sålde därför Ramlösa 1882.
Kempe och Johanna Wallis var föräldrar till Wilhelmina (1844–1930) som gifte sig med Walther von Hallwyl.